# Australopithecus
Australopiteco (Australopithecus Dart, 1925) è un genere estinto di primati della famiglia degli ominidi, che si ritiene appartenente alla linea evolutiva dell'essere umano e apparso successivamente alla separazione della linea che ha condotto ai nostri parenti viventi più prossimi, gli scimpanzé.
Gli australopitechi apparvero all'incirca 4,2 milioni di anni fa con l'Australopithecus anamensis ed ebbero un certo successo evolutivo divenendo assai diffusi in Africa, fino ad estinguersi circa 2 milioni di anni fa. Il nome significa "scimmia del sud" (dal latino australis, "meridionale" e dal greco πίθηκος, "scimmia").

## Storia

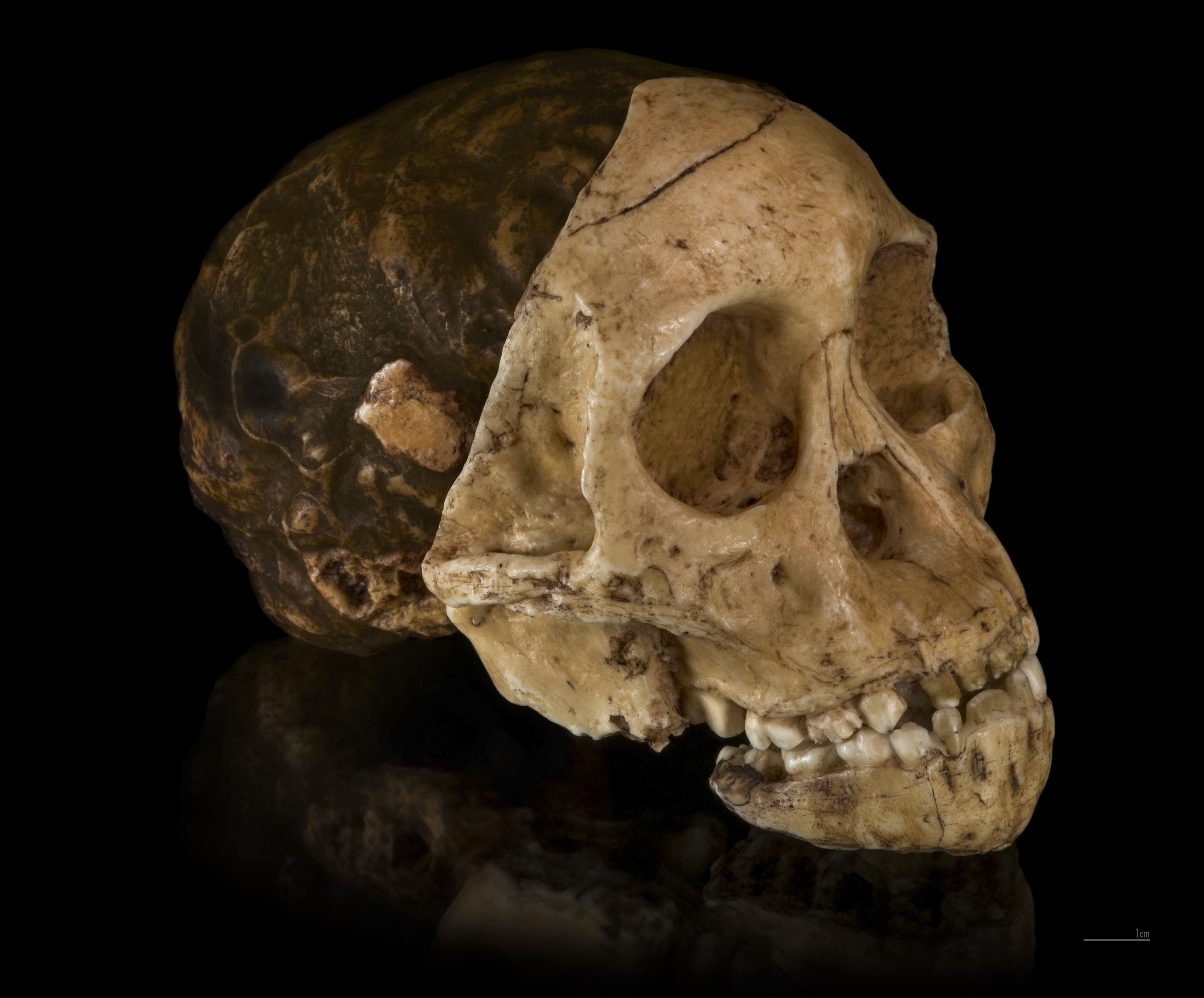
Il cranio del bambino di Taung.

Il primo reperto fossile di Australopthecus, un cranio con mandibola, venne scoperto nel 1924 da alcuni operai in una cava di calcare a Taung, in Sudafrica. Il reperto venne studiato dall'antropologo australiano Raymond Dart, che, all'epoca, lavorava presso l'Università del Witwatersrand a Johannesburg. Il cranio apparteneva ad un esemplare di un primate bipede di tre anni di età (soprannominato Bambino di Taung), a cui Dart assegnò il nome scientifico di Australopithecus africanus. Il primo articolo scientifico dedicatogli apparve sulla rivista Nature nel febbraio 1925. Dart notò che il fossile, assieme a tratti umanoidi, presentava numerose caratteristiche tipiche delle scimmie antropomorfe e ipotizzò che il giovane fosse una sorta di "anello mancante", un antenato dei primi esseri umani.
Nel 1935, il paleontologo scozzese Robert Broom ritrovò numerosi resti di conspecifici del cosiddetto "bambino di Taung" scoperto da Dart dieci anni prima, oltre a fossili di una nuova specie che classificò come Paranthropus (Australopithecus robustus). Per tutto il decennio successivo alla scoperta di questi ominidi, nella comunità scientifica si discusse animatamente sulla loro posizione filogenetica, in quanto molti studiosi erano eticamente contrari all'accettazione delle specie da poco scoperte come qualcosa di diverso da scimmie preistoriche.
Nel 1950 il biologo evoluzionista Ernst Mayr affermò che tutte le grandi scimmie bipedi andassero classificate nel genere Homo e propose la rinominazione di Australopitechus in Homo transvaalensis.. Tuttavia, a godere di maggiori consensi fu l'ipotesi opposta, proposta dal paleoantropologo J. T. Robinson nel 1954, secondo cui le australopitecine rappresentassero un gruppo a sé stante da Homo. Nel 1959, nella gola di Olduvai (Tanzania), Mary Leakey riportò alla luce un cranio di una nuova specie, battezzata Australopithecus boisei: continuando a scavare, negli anni successivi vennero rinvenuti nello stesso sito altre australopitecine, così come esemplari di Homo habilis ed Homo erectus. Ciò nonostante, ci vollero vent'anni prima che la comunità scientifica accettasse definitivamente l'appartenenza di Australopithecus alla linea filetica umana.
Il 24 novembre 1974 ad Hadar, nel triangolo di Afar in Etiopia, i paleontologi Yves Coppens, Donald Johanson, Maurice Taïeb e Tom Gray rinvennero i resti di un esemplare femmina dell'età apparente di 18 anni di una nuova specie vissuta circa 3,2 milioni di anni fa (Piacenziano) che fu chiamata Australopithecus afarensis. Al fossile venne dato il nome di Lucy, in onore della canzone Lucy in the Sky with Diamonds dei Beatles, mentre in amarico è noto come Dinqinesh, che significa "Tu sei meravigliosa". Il nome in codice è A.L. 288 (Afar Locality n° 288). I resti comprendevano circa il 40% dello scheletro (52 ossa); particolarmente importanti l'osso pelvico, il femore e la tibia, perché la loro forma lascia pensare che questa specie fosse già bipede.
Nel 1997 uno scheletro quasi completo di Australopitechus, provvisto di cranio, venne rinvenuto nelle cave di Sterkfontein, nella provincia di Gauteng, Sudafrica. L'esemplare, soprannominato "Little Foot", risaliva a circa 3,7 milioni di anni fa e venne inizialmente ascritto alla specie A. africanus, anche se alcuni esperti ritengono trattarsi di un taxon a sé stante, Australopithecus prometheus.
Successivamente i ricercatori hanno scoperto altre specie di australopitecine, che hanno contribuito a fare maggiore chiarezza sull'esatto periodo durante il quale i membri di questo genere sono vissuti: ad esempio, il ritrovamento dei resti di Australopithecus sediba, risalenti a 1,9 milioni di anni fa (si pensava che le australopitecine si fossero estinte prima di 2 milioni di anni fa) in Sudafrica ha dimostrato che questi ominidi sono vissuti per molto tempo dopo la loro presunta scomparsa, convivendo fra loro e anche con alcune specie del genere Homo.

## Tassonomia

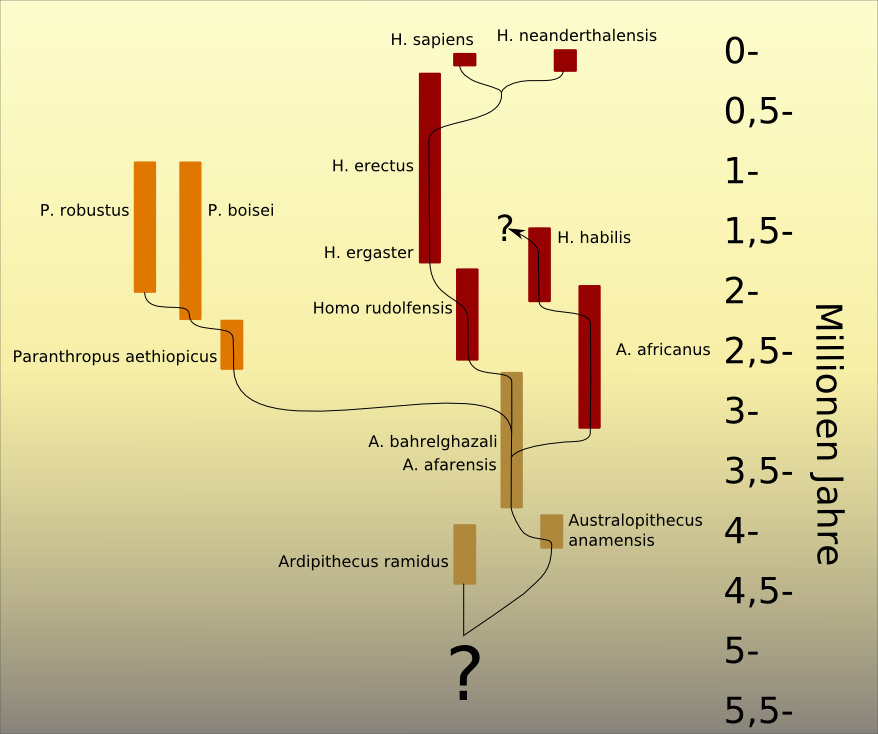
Ipotesi evolutiva degli australopitecini secondo il paleoantropologo tedesco Friedemann Schrenk, dove H. habilis viene ascritto ad un ramo evolutivo strettamente australopiteco. La scala temporale a destra è in milioni di anni.

Il nome del genere deriva dalla combinazione delle parole australis, che in latino significa " nativo dell'emisfero meridionale", e πίθηκος (pithekos), che in greco significa "scimmia": Australopithecus significa pertanto "scimmia australe", in riferimento al fatto che i primi resti fossili di specie ascrivibili al genere finora rinvenuti sono stati trovati nella porzione australe del continente africano.
Al genere vengono ascritte nove specie; le ultime tre sono state più recentemente ascritte al genere Paranthropus:

1. Australopithecus
  - Australopithecus anamensis
  - Australopithecus afarensis
  - Australopithecus bahrelghazali
  - Australopithecus africanus
  - Australopithecus garhi
  - Australopithecus sediba
  - Australopithecus aethiopicus ora Paranthropus aethiopicus
  - Australopithecus boisei ora Paranthropus boisei
  - Australopithecus robustus ora Paranthropus robustus

Alcuni studiosi ritengono maggiormente corretto far rientrare le specie A. afarensis, anamensis e bahrelghazali, evolutivamente più antiche, nel genere Praeanthropus. Tale scelta è guidata da differenze abbastanza consistenti a livello morfologico e probabilmente anche ecologico, differenze che tuttavia potrebbero essere giustificabili anche considerando il vasto areale occupato dal genere ed il vasto lasso di tempo durante il quale esso si è potuto evolvere e diversificare.fonte

### Evoluzione

Mappa del continente africano: i punti rossi rappresentano i luoghi di ritrovamento delle varie specie di Australopithecus, mentre la probabile area di diffusione del genere è colorata in grigio scuro.

I primi membri del genere Australopithecus si evolsero in Africa centro-orientale circa 4 milioni di anni fa. Si trattava di esseri con numerosi tratti comuni alle scimmie antropomorfe e all'uomo, con andatura fondamentalmente bipede (come intuibile dalle numerose impronte fossili scoperte nel continente africano, fra le quali particolarmente famose e ben conservate sono quelle di Laetoli, in Tanzania), ma pronti ad arrampicarsi sui radi alberi della savana per sfuggire ai predatori o per trovare un rifugio sicuro dove passare la notte.
Nonostante la taglia contenuta e la mancanza di particolari adattamenti che ne assicurassero la competitività, gli australopitecidi riuscirono ad affermarsi grazie alla dieta onnivora, che consentiva loro di trovare nutrimento in qualsiasi frangente, sfruttando indifferentemente risorse di origine animale (ad esempio carcasse di grossi erbivori uccisi dai predatori, oppure piccole prede catturate occasionalmente come roditori e uccelli ma anche bruchi e uova) così come le risorse offerte dalla terra (radici, frutti ed altri cibi di origine vegetale). Questo opportunismo permise agli australopitecidi di diffondersi in gran parte del continente africano.
Gli studiosi sono propensi a credere che dal genere Australopithecus, e in particolare dalla specie africanus, si siano staccati i progenitori del genere Homo, attorno ai due milioni di anni fa; ciò è verosimile, tuttavia sono stati rinvenuti resti fossili di primati ascrivibili al genere Homo, ma antecedenti all'apparizione di Australopithecus africanus. Questo indicherebbe che il distacco dagli australopitecini degli antenati dell'uomo moderno potrebbe essere avvenuto prima di quanto si pensasse, ad esempio a partire da Australopithecus afarensis, o da specie ancora più primitive addirittura estranee al genere, come Kenyanthropus platyops. Anche l'apparizione degli australopitechi del ramo Paranthropus può essere vista come un distacco dalla linea originaria, in virtù del netto cambiamento nelle abitudini e nella morfologia che contraddistingue le specie di questo genere da quelle del ramo ancestrale.
Inoltre, dato che le ricerche e le scoperte paleoantropologiche hanno dimostrato in maniera chiara ed evidente la discendenza non solo dei generi Homo e Paranthropus ma anche di Kenyanthropus da Australopithecus, sono sorti problemi a livello tassonomico. Secondo le regole della classificazione cladistica, infatti, ogni gruppo (clade) deve essere monofiletico, deve, cioè, contenere al proprio interno un antenato comune e tutti i suoi discendenti. Australopithecus, quindi, risulterebbe parafiletico, dato che escluderebbe dai suoi membri le specie discendenti appartenenti ai suddetti tre generi.

## Morfologia e comportamento

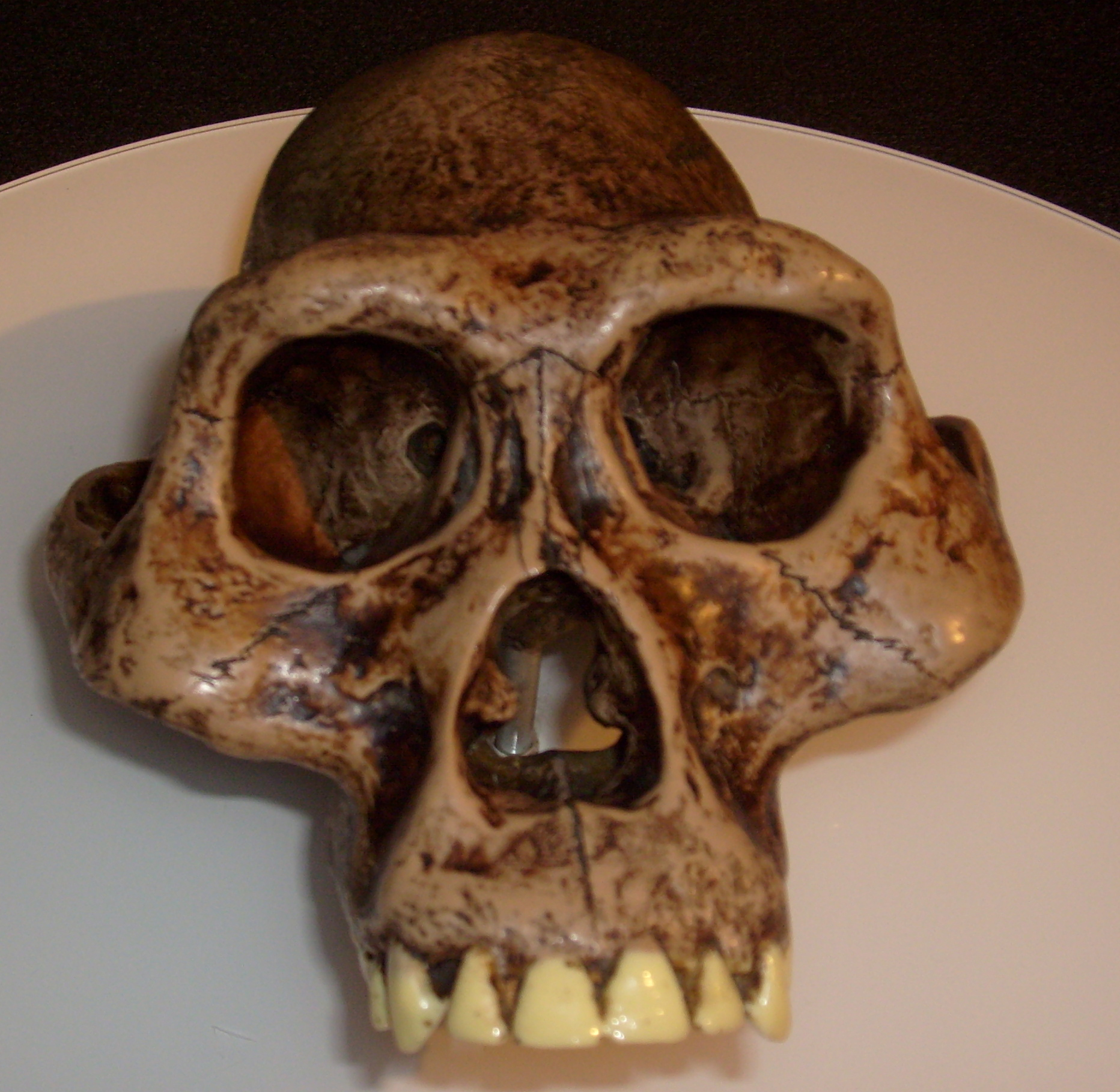
Ricostruzione del cranio di Australopithecus afarensis: notare i canini poco pronunciati e la dentatura appiattita.

Si trattava di animali piuttosto piccoli e gracili, di altezza compresa fra i 120 e i 150 cm. Era presente un dimorfismo sessuale piuttosto accentuato, coi maschi considerevolmente più grandi e robusti delle femmine (fino al 50%, contro una media del 15% nell'uomo moderno). Ciò lascia supporre che questi animali vivessero in gruppi capitanati da un maschio dominante, similmente a quanto osservabile fra gli attuali gorilla.
Il cervello della maggior parte degli Australopitecus aveva dimensioni pari a circa il 35% di quelle dell'attuale cervello del genere Homo. La mandibola era molto robusta e munita di denti forti ed appiattiti, con canini poco pronunciati e premolari e molari forti e dallo smalto ispessito, indicanti una dieta principalmente vegetariana. Gli arti anteriori avevano pressappoco la stessa lunghezza di quelli posteriori, nei quali l'opponibilità del pollice era stata praticamente persa per supportare un'andatura bipede.
Non si ha notizia di utensili utilizzati dagli australopitechi (o almeno si pensa che essi non fossero maggiormente dediti al loro utilizzo di quanto non lo siano i primati moderni), così come si pensa che essi non abbiano sviluppato alcuna forma di linguaggio. Australopithecus garhi sembrerebbe tuttavia essere un'eccezione: i resti di questa specie sono stati ritrovati assieme ad utensili e resti di animali macellati, il che farebbe pensare al sorgere di una primitiva industria degli utensili sviluppata parallelamente a quella di Homo, in quanto A. garhi si sarebbe evoluto molto probabilmente dopo il distacco dagli australopitechi della linea evolutiva che avrebbe poi portato a Homo.
Il fatto che gli australopitechi fossero fondamentalmente degli scimpanzé bipedi significa che l'evoluzione di un'andatura bipede non è stata influenzata in modo significativo dall'aumento in capacità della scatola cranica e quindi dall'accrescimento dell'intelligenza, come veniva invece propugnato fino a tempi recenti da numerosi studiosi. Tale ipotesi era stata fra l'altro già messa in discussione dal ritrovamento di Orrorin tugenensis, primate bipede vissuto circa 6 milioni di anni fa.
La spiegazione più accreditata sull'acquisizione di un'andatura bipede indica questa caratteristica come un adattamento all'avanzata della savana in seguito ai cambiamenti climatici che interessarono l'Africa centro-orientale attorno ai 10 milioni di anni fa: l'andatura eretta consentiva agli australopitechi di ergersi al di sopra dell'erba alta ed osservare agevolmente i dintorni, individuando fonti di cibo o di pericolo. Alcuni studiosi hanno però osservato che per gli ominidi primitivi sarebbe stato molto difficile, se non impossibile, sostenere un cambiamento così veloce nel tempo (in termini evolutivi) sia a livello morfologico (acquisizione di un'andatura bipede, con annessi cambiamenti a livello osteo-muscolare) che a livello comportamentale (migrazione dalla foresta pluviale alla savana semiarida). Si pensa perciò che l'andatura bipede fosse già in fase di acquisizione quando la savana lambì le aree dove vivevano i progenitori degli australopitechi: osservando due specie di scimmie antropomorfe attuali, come l'orango e lo scimpanzé, si nota infatti che il primo tende letteralmente a camminare orizzontalmente fra i rami, muovendosi su di essi con le sole zampe posteriori e mantenendosi alle liane ed ai rami verticali con le braccia, mentre il secondo si arrampica verticalmente abbracciando il ramo e puntellandosi con le zampe posteriori. Si può quindi pensare che nei primi australopitechi la forte muscolatura delle gambe fosse evoluta come adattamento al movimento orizzontale sui rami della volta arborea (attività che non richiede certo un'intelligenza elevata) e che in un secondo momento essa sia tornata assai utile per muoversi al suolo nelle sterminate pianure africane.